# Hormius pallidus
Hormius pallidus är en stekelart som beskrevs av Sergey A. Belokobylskij 1990. Hormius pallidus ingår i släktet Hormius och familjen bracksteklar. Utöver nominatformen finns också underarten H. p. deviatus.